# George Rous
George Edward John Mowbray Rous (ur. 19 listopada 1862 w Londynie - zm. 20 grudnia 1947 w okolicach Blythburgh) – brytyjski polityk i arystokrata, 3. hrabia Stradbroke (potocznie lord Stradbroke), od 1886 członek Izby Lordów jako par dziedziczny, w latach 1921-1926 gubernator Wiktorii.

## Życiorys
Był jedynym synem wśród szóstki dzieci 2. hrabiego Stradbroke. Jeszcze przed ukończeniem studiów, które odbywał na University of Cambridge, odziedziczył po ojcu tytuł, miejsce w parlamencie oraz ponad 4000 hektarów ziemi uprawnej w hrabstwie Suffolk. Służył w ochotniczych jednostkach obrony terytorialnej. Jak wielu arystokratów zaczął od razu od stopnia oficerskiego (konkretnie kapitana), a w toku dalszej służby doszedł do rangi pułkownika. Podczas I wojny światowej walczył we Francji, w Egipcie i w Palestynie.
W 1921 objął w dużej mierze ceremonialny urząd gubernatora Wiktorii, który pełnił przez pięć lat. Po powrocie do kraju, w latach 1928-1929 był parlamentarnym sekretarzem ministra rolnictwa i rybołówstwa. W 1935 objął honorowe stanowisko lorda namiestnika Suffolk, które zajmował do końca życia. Zmarł w swojej rezydencji, Henham Hall, niedaleko wioski Blythburgh, w wieku 85 lat.

## Odznaczenia
W 1904 został kawalerem Orderu Łaźni. W 1906 otrzymał Królewski Order Wiktoriański klasy Komandor, zaś w 1919 wojskowy Order Imperium Brytyjskiego klasy Komandor. W 1920 został Rycerzem Komandorem Orderu św. Michała i św. Jerzego.